# NK Dekani
Nogometni klub Jadran Dekani, meestal vermeld als  Jadran Dekani of kortweg Dekani, is een Sloveense voetbalclub uit Dekani. De club speelt momenteel in de Sloveense tweede klasse. 

## Geschiedenis
De club is opgericht in 1938. Na de onafhankelijkheid van Slovenië was de club een van de 21 ploegen oprichtende ploegen van de 1. slovenska nogometna liga. De club eindigde het seizoen op de bodem van het klassement en degradeerde naar de tweede klasse. Het seizoen daarop promoveerde het weer door kampioen te spelen in de tweede klasse. In het seizoen 93/94 vermeed het de degradatie door boven ND Slovan en NK Krka te eindigen. Het seizoen 94/95 was een rampzalig seizoen voor de club, het wist geen enkele keer te winnen en eindigde daardoor met 3 op 90 als laatste en degradeerde naar de MNZ liga's.
Aluminij · 
Beltinci · 
Bilje · 
NK Bistrica · 
Grosuplje · 
Drava Ptuj · 
Dravinja · 
Gorica · 
Ilirija · 
Jadran Dekani · 
Krka · 
Rudar Velenje · 
Slovan · 
Tabor Sežana · 
Tolmin · 
Triglav Kranj